# Giuseppe Moschini (capitano di fregata)
Giuseppe Moschini (Sant'Elpidio a Mare, 17 giugno 1903 – Canale di Sicilia, 17 gennaio 1943) è stato un militare e marinaio italiano, decorato di medaglia d'oro al valor militare alla memoria nel corso della seconda guerra mondiale.

## Biografia

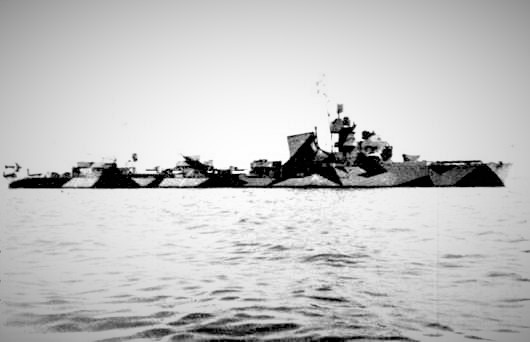
Il Bombardiere fotografato con la livrea mimetica.

Nacque a Sant'Elpidio a mare, provincia di Ascoli Piceno, il 17 giugno 1903, figlio di Umberto e Carolina Bartolucci.  Arruolatosi nella Regia marina nel 1918 divenne allievo alla Regia Accademia Navale di Livorno da cui uscì nel 1922 con la nomina a guardiamarina e nel 1924 fu promosso sottotenente di vascello.
Frequentato il 6º Corso di osservazione aerea a Taranto e, ottenuto il brevetto di osservatore dall'idrovolante, prestò servizio, nel grado di tenente di vascello, nella 187ª Squadriglia idrovolanti.  Rientrato in marina nel 1931 si imbarcò sul sommergibile Enrico Tori, e poi sul Balilla, con l'incarico di ufficiale in seconda.
Promosso capitano di corvetta nel 1936, ebbe prima il comando del sommergibile Fratelli Bandiera e poi della nave ospedale Cesarea, al termine del quale passò al comando della Squadriglia MAS a La Spezia. Prese parte all'occupazione dell'Albania partecipando allo sbarco a Valona nell'aprile 1939, venendo insignito della medaglia d'argento al valor militare. Promosso capitano di fregata alla vigilia della seconda guerra mondiale assunse il comando della 2ª Flottiglia MAS ad Augusta, partecipando a numerosissime missioni di guerra nel canale di Sicilia e nel Mediterraneo centrale.
Nel luglio 1942 passò al comando del cacciatorpediniere Bombardiere con il quale partecipò allo scontro navale del 17 gennaio 1943, nelle acque del canale di Sicilia, nel quale l'unità al suo comando, spaccata in due tronconi da un siluro lanciato dal sommergibile inglese United al comando di John Roxburgh, affondò. Incurante della propria incolumità, cercò di porre in salvo il proprio timoniere, rimasto prigioniero tra le lamiere contorte della plancia divelta, trovando la morte nel tentativo. Fu insignito della medaglia d'oro al valor militare alla memoria.